# Flughafen Granada-Jaén

i8
i11
i13
Der Flughafen Granada-Jaén (spanisch Aeropuerto Federico García Lorca de Granada-Jaén, kurz Aeropuerto FGL, IATA-Code: GRX, ICAO-Code: LEGR) ist ein Verkehrsflughafen in der Provinz Granada (Spanien) im Süden der iberischen Halbinsel. Er liegt in der Region Andalusien etwa 16 km westlich der Stadt Granada und ca. 64 km südlich von Jaén.

## Geschichte
Der Standort des heutigen Flughafens Granada existiert erst seit den frühen 1970er Jahren. Die Fliegerei in der Provinz Granada reicht jedoch bis ins Jahr 1895, als auf dem Gebiet des im Südwesten Granadas liegenden Vororts Armilla erste Ballonfahrten stattfanden. Während der „Feria del Corpus de Granada“ 1911 wurde ein erstes Flugfestival veranstaltet, das in der Folgezeit, mit Unterbrechung in der Zeit des Ersten Weltkrieges, mehrfach wiederholt wurde.
Die 1921 kurz danach ausgebrochenen Unruhen in Spanisch-Marokko führten 1922 zur offiziellen Eröffnung eines Militärflugplatzes auf dem Gelände des Flugfestivals, das 1925 den Namen Aeródromo Dávila erhielt, nach einem in diesem Jahr verunglückten Piloten. Nach dem Ende des Aufstandes wurde der Flugplatz zu einem Zivilflugplatz, dessen erste Verbindung 1929 nach Sevilla führte. Nach nur einem Jahr wurde die Linie eingestellt und der Platz, auch während des Bürgerkrieges, erneut militärisch genutzt.
Ein zweites Mal wurde der zivile Flugbetrieb 1946 aufgenommen und mit Zunahme der Passagierzahlen durch den aufkommenden Tourismus wurde die Infrastruktur in den 1950er Jahren erweitert. Hierzu gehörte jedoch noch keine befestigte Start- und Landebahn.
Der in den 1960er Jahren aufkommende Jetflugverkehr führte zum Bau eines neuen Flughafens zwischen den Dörfern Chauchina und Santa Fe, der nach zweijähriger Bauzeit 1972 eröffnet wurde und seither den zivilen Flugbetrieb abwickelt. Am alten Standort verblieb das Militär, das den Standort noch heute als Base Aérea de Armilla, insbesondere als Hubschrauberlandeplatz des Ala 78 (78. Geschwader) nutzt.
Im Vorfeld der Alpinen Skiweltmeisterschaften 1996 in der Sierra Nevada wurde der heutige Flughafen modernisiert und erweitert und am 13. Juni 2006 erhielt er den Namen Federico García Lorca Granada-Jaén, im Gedenken an Federico García Lorca.

## Bedeutung
In der vorläufigen Passagierstatistik aller spanischen Flughäfen sind für den Airport Granada-Jaén im Jahr 2024 1.133.562 Passagiere aufgeführt. Auf der Rangliste der Flughäfen Andalusiens liegt er damit nach Málaga und Sevilla an dritter Stelle vor Jerez, Almería und Córdoba.

## Flughafenanlagen
Der Flughafen Granada-Jaén erstreckt sich über eine Fläche von 188 Hektar.

### Start- und Landebahn
Der Flughafen Granada-Jaén verfügt über eine Start- und Landebahn. Sie trägt die Kennung 09/27, ist 2.900 Meter lang, 45 Meter breit und hat einen Belag aus Asphalt.

### Passagierterminal
Das Passagierterminal des Flughafens hat eine Grundfläche von 8.000 Quadratmetern und eine Kapazität von 2,2 Millionen Passagieren pro Jahr. Es ist mit vier Flugsteigen ausgestattet.

## Fluggesellschaften und Ziele
Der Flughafen Granada-Jaén wird von Air Europa, Air Nostrum, Binter Canarias, Transavia Airlines, Volotea und Vueling Airlines genutzt. Es werden nur zwei Ziele im europäischen Ausland bedient; Transavia fliegt nach Amsterdam, während Vueling nach Paris-Orly fliegt. Ansonsten werden nur Ziele im Inland angeflogen, Direktflüge nach Deutschland bestehen nicht.

## Verkehrszahlen
| Jahr  | Fluggastaufkommen | Luftfracht (Tonnen) | Flugbewegungen |
| ----- | ----------------- | ------------------- | -------------- |
| 2024* | 1.133.562         | 0,000               | 18.442         |
| 2023  | 1.039.423         | 0,093               | 16.171         |
| 2022  | 908.710           | 0,030               | 14.041         |
| 2021  | 502.590           | 0,000               | 10.063         |
| 2020  | 390.312           | 0,000               | 7.832          |
| 2019  | 1.252.019         | 0,013               | 14.529         |
| 2018  | 1.126.417         | 0,336               | 13.618         |
| 2017  | 901.967           | 1,291               | 12.539         |
| 2016  | 751.287           | 6,901               | 11.333         |
| 2015  | 707.270           | 0,990               | 11.089         |
| 2014  | 650.542           | 3,589               | 10.348         |
| 2013  | 638.288           | 12,636              | 10.563         |
| 2012  | 728.428           | 27,933              | 11.376         |
| 2011  | 872.752           | 34,472              | 13.142         |
| 2010  | 978.254           | 37,889              | 13.843         |
| 2009  | 1.187.813         | 41,150              | 16.300         |
| 2008  | 1.422.014         | 66,889              | 19.279         |
| 2007  | 1.467.625         | 72,443              | 21.822         |
| 2006  | 1.086.236         | 69,554              | 17.583         |
| 2005  | 875.827           | 65,871              | 15.746         |
| 2004  | 590.931           | 85,891              | 13.584         |
| 2003  | 525.869           | 101,201             | 12.804         |
| 2002  | 486.756           | 95,415              | 11.188         |
| 2001  | 514.966           | 121,419             | 10.444         |
| 2000  | 509.442           | 120,676             | 9.906          |

* 2024: Vorläufige Daten